# День банковских работников Украины
«День банковских работников Украины» (укр. «День банківських працівників») — национальный профессиональный праздник всех работников банковской системы Украины, который отмечается ежегодно, 20 мая.

## История и празднование
«День банковского работника Украины» является сравнительно молодым праздником, как и сама банковская система государства. Годом её рождения можно назвать 1991-й, когда в свет вышел закон Украины «О банках и банковской деятельности», в котором депутатами Верховной рады Украины были прописаны базовые регламенты для национальной банковской сферы. Период становления банковского сектора в республике проходил в тяжёлые для экономики годы после распада Советского Союза, и тем не менее, во времена, когда разрушались многие сферы промышленности, была создана новая — банковская. Украина сумела создать собственную валюту.
В отличие от России, «День банковских работников» имеет на Украине официальный государственный статус. 6 марта 2004 года, президент Украины Л. Д. Кучма подписал Указ № 316/04. Этим президентским указом было предписано каждый год, 20 мая, отмечать «День банковских работников Украины». Таким образом, глава государства отметил ту неоценимую роль, которую сыграли работники банковского сектора в становлении украинской государственности.
«День банковских работников Украины» — это профессиональный праздник для каждого банковского служащего: от директора банка, до уборщицы, ведь в банке, даже уборщица должна быть человеком, которому можно доверять. В этот день, 20 мая, работники банков принимают поздравления от украинских властей, акционеров, клиентов и коллег, а руководство, уже традиционно, награждает особо отличившихся служащих грамотами, благодарностями, ценными подарками, и, конечно, денежными премиями.